# Чукарка (община Прешево)
 Тази статия е за селото в Сърбия.  За селото в България вижте Чукарка.  
Чукарка (на сръбски: Чукарка или Čukarka; на албански: Çukarka) е село в Югоизточна Сърбия, Пчински окръг, община Прешево.

## История
В края на XIX век Чукарка е село в Прешевска кааза на Османската империя. Според статистиката на Васил Кънчов („Македония. Етнография и статистика“) от 1900 година Чукарка е населявано от 160 жители арнаути мохамедани. Според патриаршеския митрополит Фирмилиан в 1902 година в Чокарка има 3 сръбски патриаршистки къщи.
Църквата „Свети Георги“ е от 1964 година.
Албанците в община Прешево бойкотират проведеното през 2011 г. преброяване на населението.
Според преброяването на населението от 2002 г. селото има 512 жители – 427 албанци и 85 сърби.